# Camponotus pavidus
Camponotus pavidus é uma espécie de inseto do gênero Camponotus, pertencente à família Formicidae.